# 诺丁山会幕

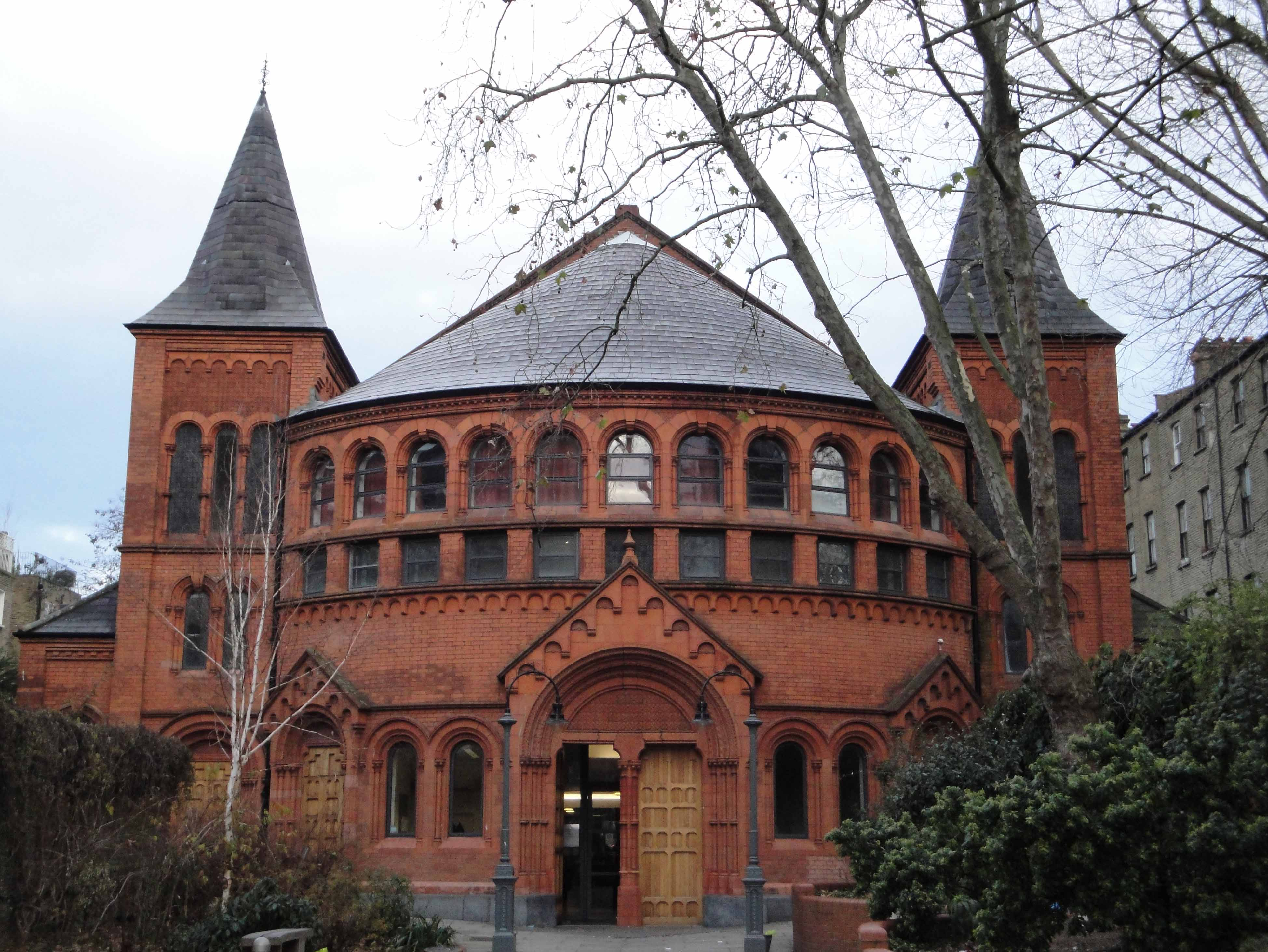

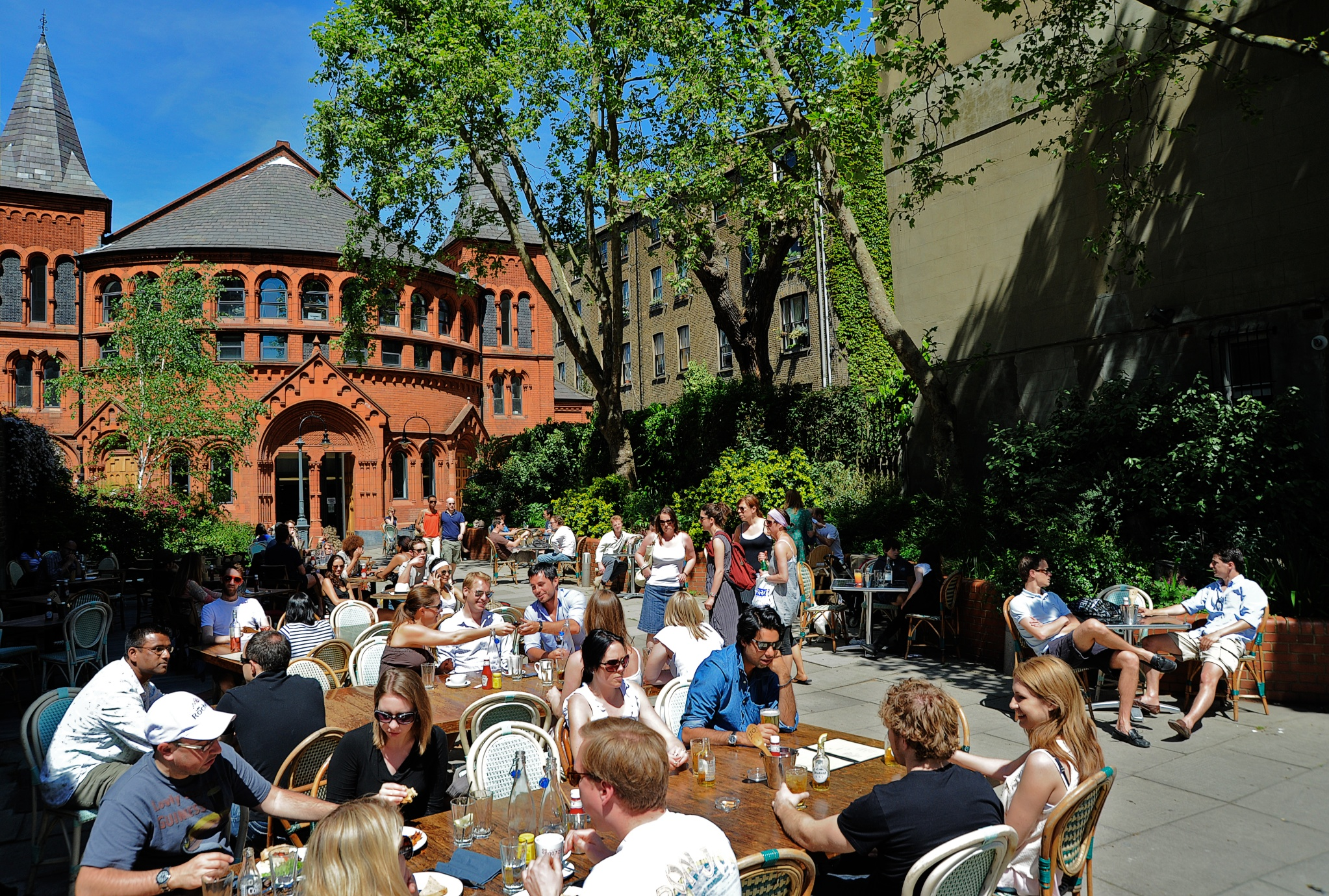

会幕（The Tabernacle）是英国伦敦肯辛顿-切尔西区诺丁山博维斯广场的一座二级保护建筑，建于1887年，原为福音派教堂。今天是一个文化艺术和娱乐场地，包括剧院、会议室、音乐工作室、画廊、酒吧等。

## 历史
它原名塔尔博特会幕（Talbot Tabernacle，在1850年代附近的波多贝罗农场仍属于塔尔博特家族）， 1869年由原大律师戈登·福隆创建，是一个弟兄会聚会所。它是肯辛顿地区规模较大的教堂，容量达到1000人。
这座红砖建筑建于1887年，拥有弧形罗马式立面，和两座塔楼。设计者是建筑师 Habershon 和 Fawckner.
在1970年代，会幕成为社区艺术中心，由基督教聚会所改为世俗用途。1990年代，滚石乐队和平克·弗洛伊德在此演唱 。